# Унур (Куженерський район)
Уну́р (рос. Унур, марій. Унур) — присілок у складі Куженерського району Марій Ел, Росія. Входить до складу Токтайбеляцького сільського поселення.

## Населення
Населення — 2 особи (2010; 12 у 2002).
Національний склад (станом на 2002 рік):
- марійці — 100 %